# Janowice Wielkie (gmina)

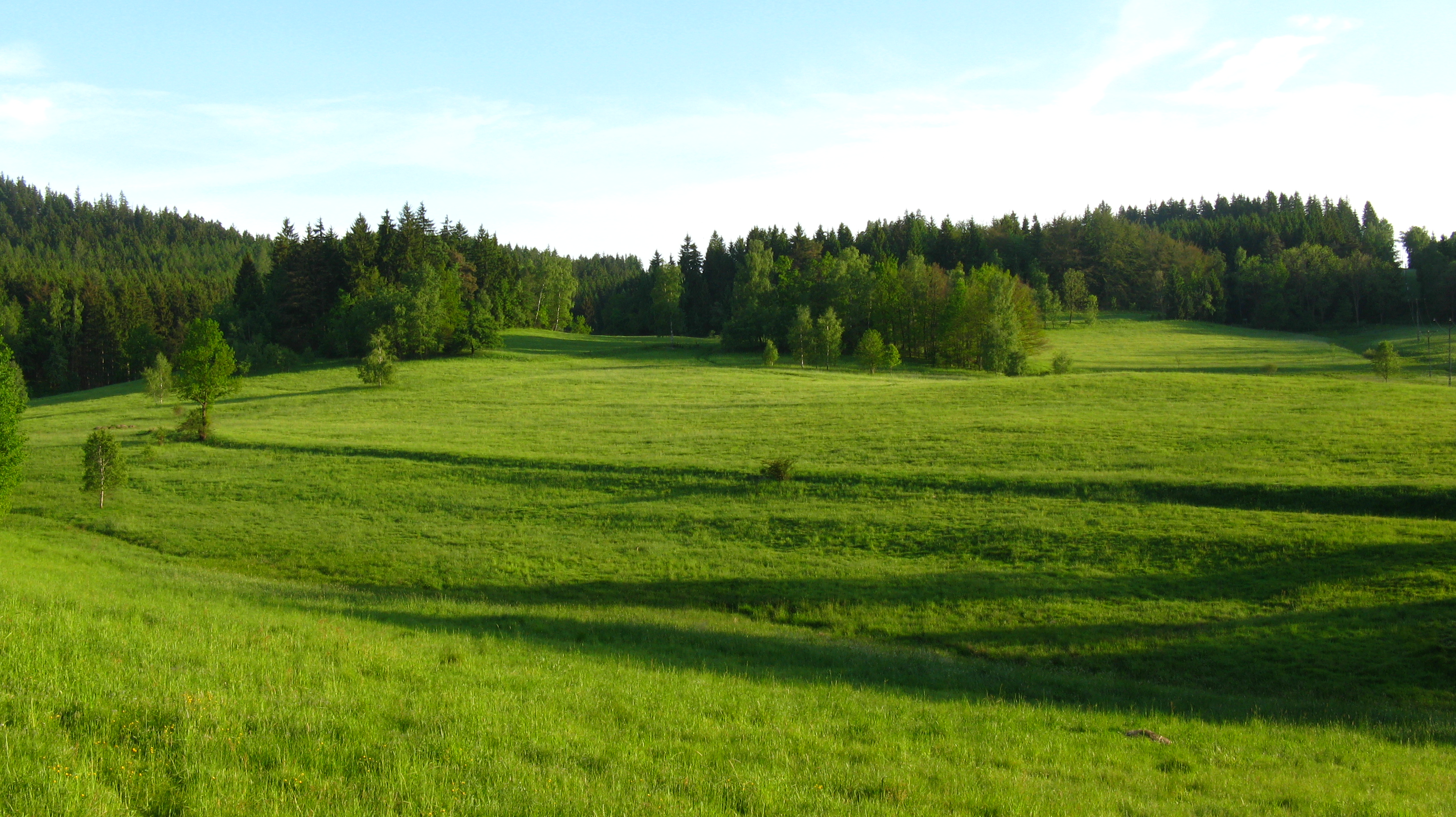
Printemps

Janowice Wielkie est une gmina rurale du powiat de Jelenia Góra, Basse-Silésie, dans le sud-ouest de la Pologne. Son siège est le village de Janowice Wielkie, qui se situe environ 14 km à l'est de Jelenia Góra et 84 km à l'ouest de la capitale régionale Wrocław.
La gmina couvre une superficie de 58,09 km2 pour une population de 4 066 habitants.

## Géographie
La gmina est bordée par les villes de Jelenia Góra, Karpacz, Kowary et Piechowice et les gminy de Mysłakowice. Elle est également frontalière de la République tchèque.
La gmina contient les villages de Janowice Wielkie, Komarno, Miedzianka, Mniszków, Radomierz et Trzcińsko.